# Nicolás Franco Salgado-Araújo
Nicolás Franco y Salgado-Araújo (Ferrol, 22 de noviembre de 1855-Madrid, 22 de febrero de 1942) fue un militar español. Intendente general de la Armada, fue padre de Francisco Franco, Ramón Franco, Nicolás Franco y Pilar Franco

## Biografía
Nicolás Franco Salgado-Araújo nació el 22 de noviembre de 1855, hijo de Francisco Franco y Vietti y de su esposa Hermenegilda Salgado-Araújo y Pérez. Ingresó en 1877 en la Escuela Naval Militar en Cádiz, donde alcanzó el grado de oficial de la Armada española. Ascendió hasta general intendente de la Armada Española.
El 24 de mayo de 1890 se casó en Ferrol con María del Pilar Teresa de los Dolores Bahamonde y Pardo de Andrade (Ferrol, 15 de octubre de 1865 - Madrid, 28 de febrero de 1934), hija de Ladislao Bahamonde y Ortega (Ferrol, 8 de julio de 1836 - Ferrol, 11 de diciembre de 1926) y de su esposa María del Carmen Pardo de Andrade y Pardo de Andrade (Ferrol, 11 de febrero de 1838 - Ferrol, 31 de julio de 1908), que provenía de una familia con tradición militar; del matrimonio nacieron cinco hijos: Nicolás (1891), Francisco (1892), Pilar (1895), Ramón (1896) y María de la Paz Franco Bahamonde (1899), que murió con 5 años. Se casó por segunda vez con Agustina de Aldana, sin descendencia.
Según la Gaceta de Madrid, diario oficial del Estado, el subintendente de la Armada Nicolás Franco y Salgado-Araújo, en marzo de 1913, fue promovido al empleo de Intendente de la Armada, en la plaza que dejó vacante Ricardo Iglesias López. Con fecha 30 de diciembre de 1915 quedó en situación de cuartel. Ya en Madrid, el año 1917 se casó mediante ceremonia civil con Agustina Aldana, maestra de educación secundaria, con la que estuvo hasta su muerte. Con fecha de 1 de enero de 1918 fue promovido al empleo de intendente general de la Armada. El 18 de agosto de 1920 fue cesado como intendente general del Ministerio de Marina y jefe de los Servicios Administrativos por el "uso de cuatro meses de licencia" por enfermedad.
En junio de 1924 fue cesado de su puesto de inspector del Cuerpo Administrativo de la Armada, y pasó a la reserva el 29 de noviembre de ese mismo año, a los 69 años de edad.
Según varias fuentes, tanto externas como internas a la familia Franco, Nicolás tenía un carácter bastante autoritario, furioso y sufría alcoholismo.

### Guerra Civil
El 9 de septiembre de 1936 envía una misiva a su hijo Francisco Franco en la que dice: 

«Cuando me enteré del movimiento y la parte que en él te cayó te consideré como sentenciado a muerte: si pierde y lo cogen porque lo fusilan; si gana y se hace el amo de la Nación porque lo asesinan como a Canalejas, Dato y demás políticos gobernantes»
Nicolás Franco Salgado-Araújo.